# Cantone di Morcenx
Il Cantone di Morcenx era una divisione amministrativa dell'arrondissement di Mont-de-Marsan.
È stato soppresso a seguito della riforma complessiva dei cantoni del 2014, che è entrata in vigore con le elezioni dipartimentali del 2015.
Comprendeva i comuni di:
- Arengosse
- Arjuzanx
- Garrosse
- Lesperon
- Morcenx
- Onesse-et-Laharie
- Ousse-Suzan
- Sindères
- Ygos-Saint-Saturnin